# Phoenix Group
Phoenix Group Holdings plc er et britisk forsikringsselskab med hovedkvarter i London. De markedsfører brands som Phoenix, StandardLife, SunLife og ReAssure.

## Historie
Historien begyndte i 1857 som The Pearl Loan Company. I 1914 blev navnet skiftet til The Pearl Assurance Company. I 1990 blev virksomheden opkøbt af australske AMP. I 2003 blev Pearl, NPI og London Life frastykket AMP for at blive en del af Henderson Group. I 2010 fik virksomheden sit nuværende navn Phoenix Group Holdings.